# Тат твам аси
Тат твам аси (санскр. तत् त्वम् असि или तत्त्वमसि, IAST: tat tvam asi, дословное этимологическое соответствие в русском — «то ты еси») — индуистская махавакья («великое изречение»), встречающееся в «Чхандогья-упанишаде» 6.8.7, в диалоге мудреца Уддалаки с сыном:
Чаще всего трактуется как тождество Брахмана (высшего космического начала, обозначаемого указательным местоимением «то»; ср. название первоначала таттва — буквально «этость») атману (высшему индивидуальному началу, «самости», обозначаемому словом «ты»; это не обычное «я», а подлинное, чистое сознание, постоянно реинкарнируемое после физической смерти). Такое толкование принято в адвайта-веданте («учении о недвойственности», иными словами — тождестве). В индийской философии есть и другие трактовки этого изречения, вплоть до его отрицания (IAST: atat tvam asi — «то — не ты»).